# Öjeberget
Öjeberget är ett berg intill tätorten Järvsö i Ljusdals kommun, 369,7 meter över havet. Öjeberget är till stor del exploaterat för en rad olika verksamheter inom besöksnäringen. 
Vid bergets södra fot ligger Järvzoo en djurpark för nordiska djur och Rovdjurscentrum med forskning och utbildning om rovdjur. På bergets norra och sydöstra sluttningar ligger Järvsöbackens pistsystem. Runt berget har det under åren byggts ett flertal stugbyar och boendeanläggningar bland annat Alpbyn, Öjeberget Järvsö, Alphus, Järvsö Stugby, Järvsö Syd, Top Resort Järvsö. Under 1980- och 1990-talet marknadsfördes Öjeberget med slogan: "Sveriges Närmaste Alp".